# HD 93083 b
HD 93083 b是一個環繞唧筒座恆星HD 93083的太陽系外行星。雖然目前仍不知道它的質量下限，但可能遠低於木星。這顆行星和母恆星的平均距離大約是日地距離的一半，且軌道離心率稍高。該行星由智利拉西拉天文台的高精度徑向速度行星搜索器發現。
對該行星動力學穩定性分析顯示該行星軌道的L4或L5拉格朗日點可以讓體積相當於地球的行星常時間穩定存在。

## 外部連結
- . Exoplanets.   [2012-07-06]. （原始内容存档于2012-05-13）.
- Corot Simulation
- www.universeguide.com